# 克雷斯顿 (爱荷华州)
克雷斯顿（Creston）是美国艾奥瓦州尤宁县的城市，是犹尼昂县的县城， 2010年人口普查时人口为7834人。